# Sceloporus tristichus
Sceloporus tristichus là một loài thằn lằn trong họ Phrynosomatidae. Loài này được Cope mô tả khoa học đầu tiên năm 1875.